# 靈車

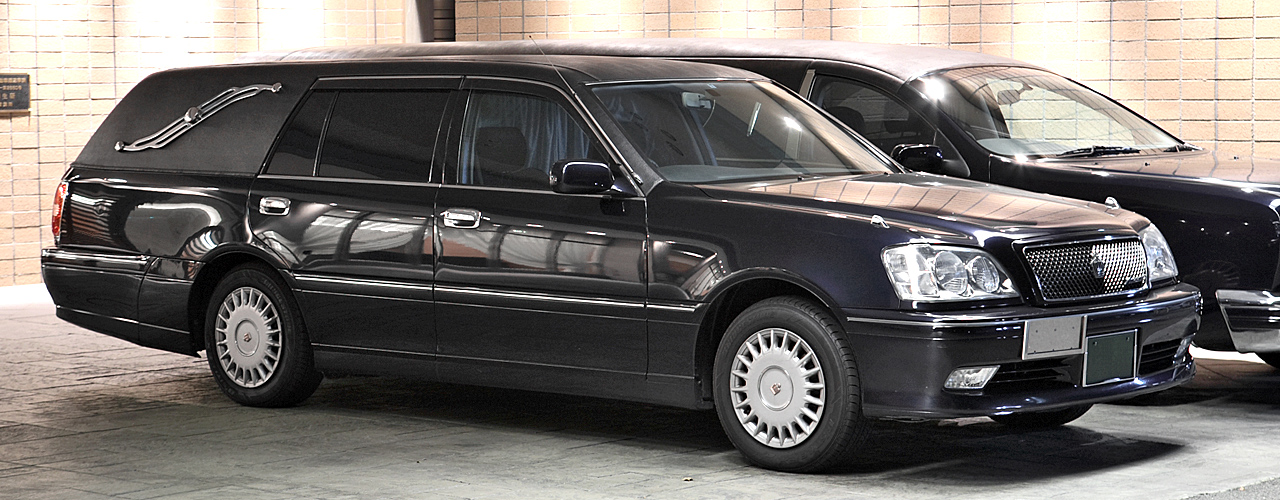
日本的豐田皇冠靈車

灵车，又称灵柩车，是用来运送遗体或灵柩的一类车辆，大多数服务于殡葬行业。广义上指往来于死亡场所、医院停尸间、殡仪馆、教堂、火葬场、墓地等，用于运送遗体或灵柩的车辆。狭义上则指专门设计，然后制造或改装的用于运送灵柩的灵柩车。

## 历史
灵车最初是四轮的手推车或马车，在西方文化中颜色多为哀悼的颜色“黑色”，同时可能会有十字架等宗教元素。随着灵车上装饰品和重量的增加，第一辆电力驱动的灵车出现在20世纪初的美国。汽油驱动的灵车则出现在1909年，由于高昂的花费直到1920年代才被广泛接受。 从这之后，绝大多数灵车都基于更大、功能更强的汽车地盘。

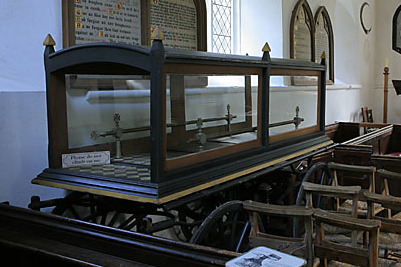
手推灵车
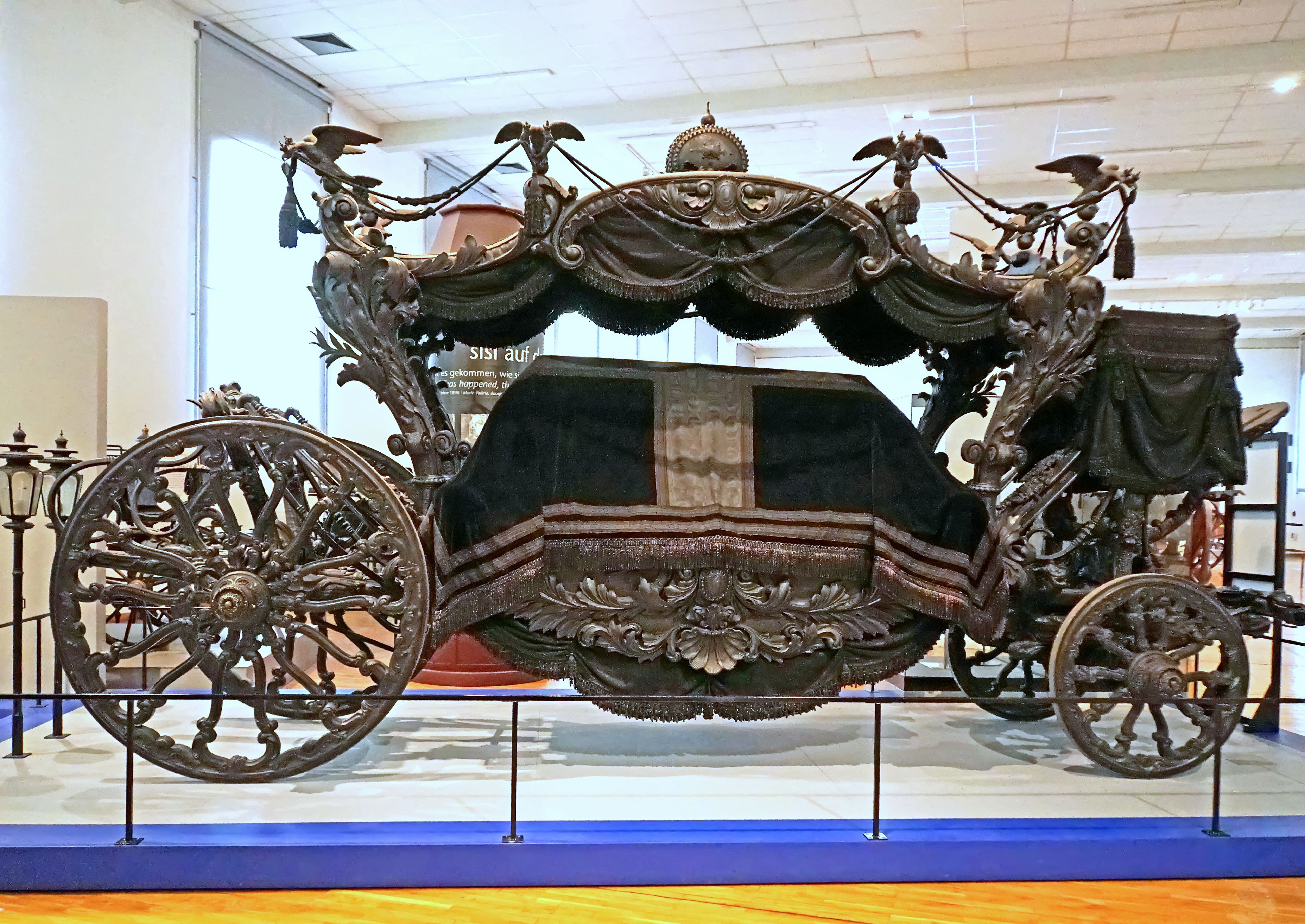
奥地利皇家灵车, 约1888年
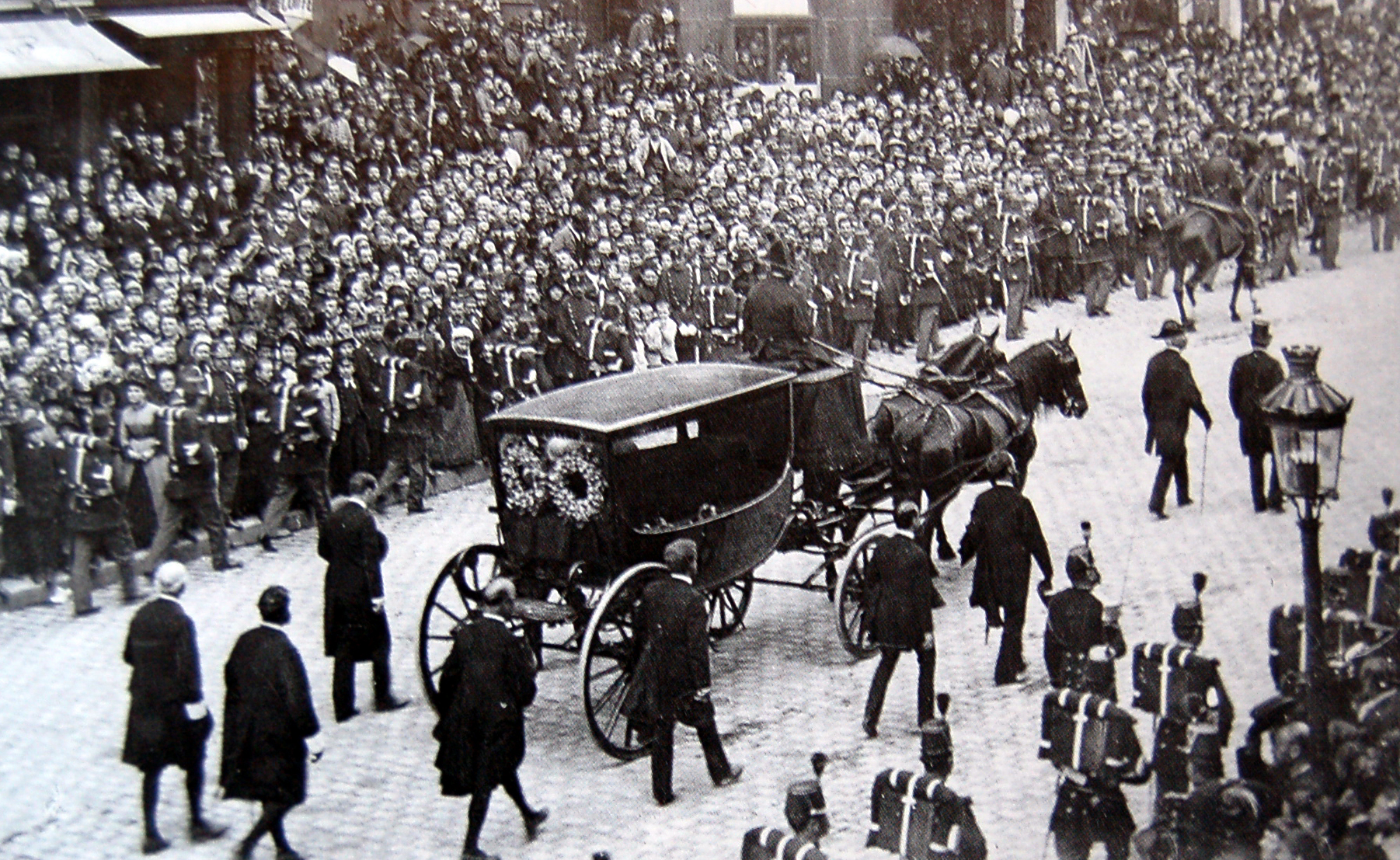
维克多·雨果葬礼上的灵车，1885年
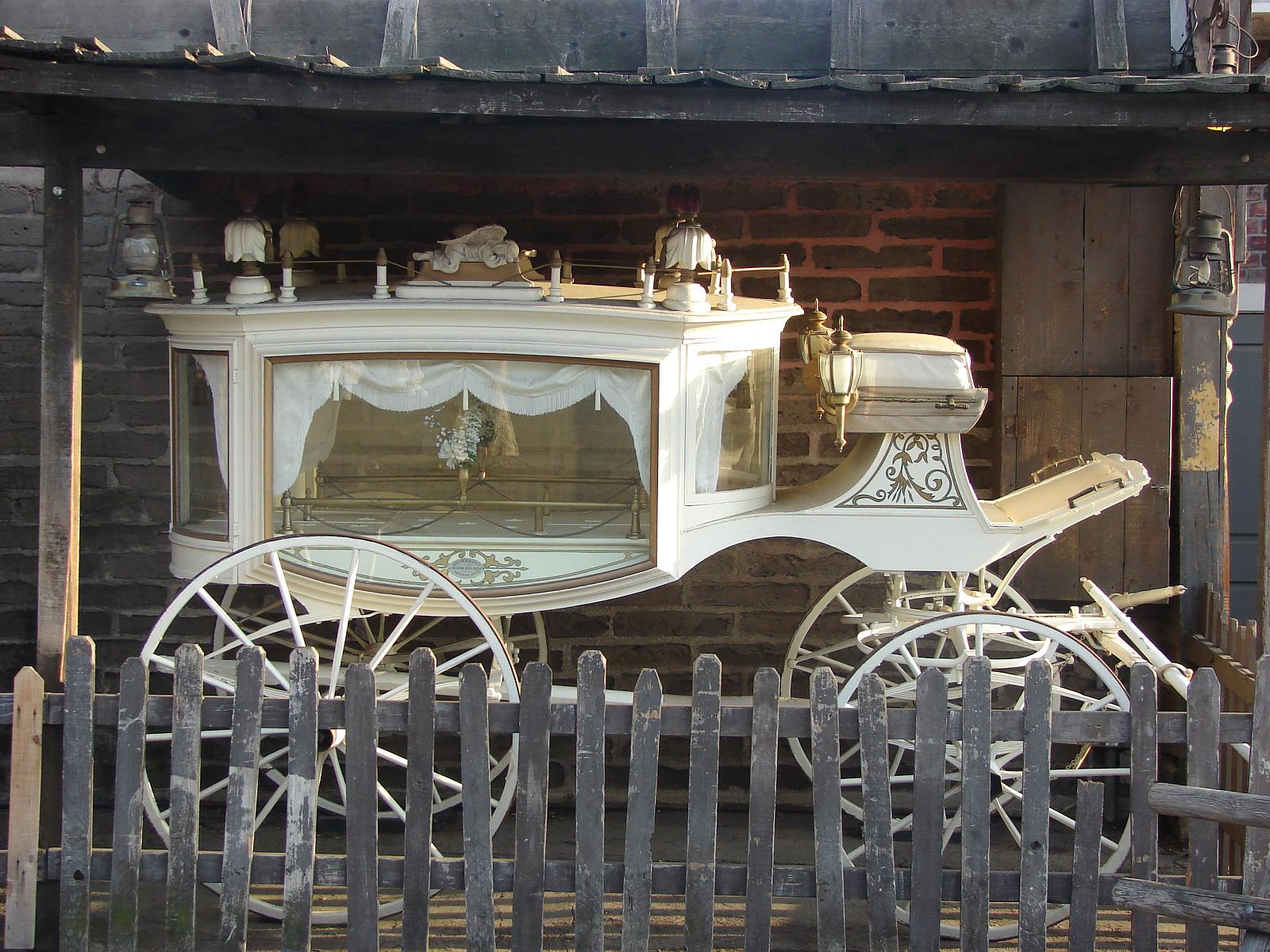
美国白色灵车

### S形装饰

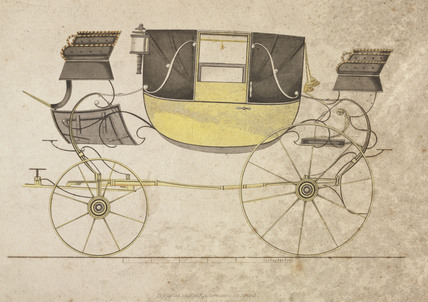
1816年的Landau马车示意图

部分灵车尾部有S形状的装饰条，其学名为Landau Bar，来源于豪华马车（Landau）的折叠软顶，昂贵的Landau马车被设计为上层阶级的豪华马车，所以铰链机构设计成了较为美观的S形。
1935年的《汽车工程师协会手册》将Landau定义为“一种封闭型车身，可通过使用Landau接头来打开或折叠后四分之一”。

### 丧葬列车

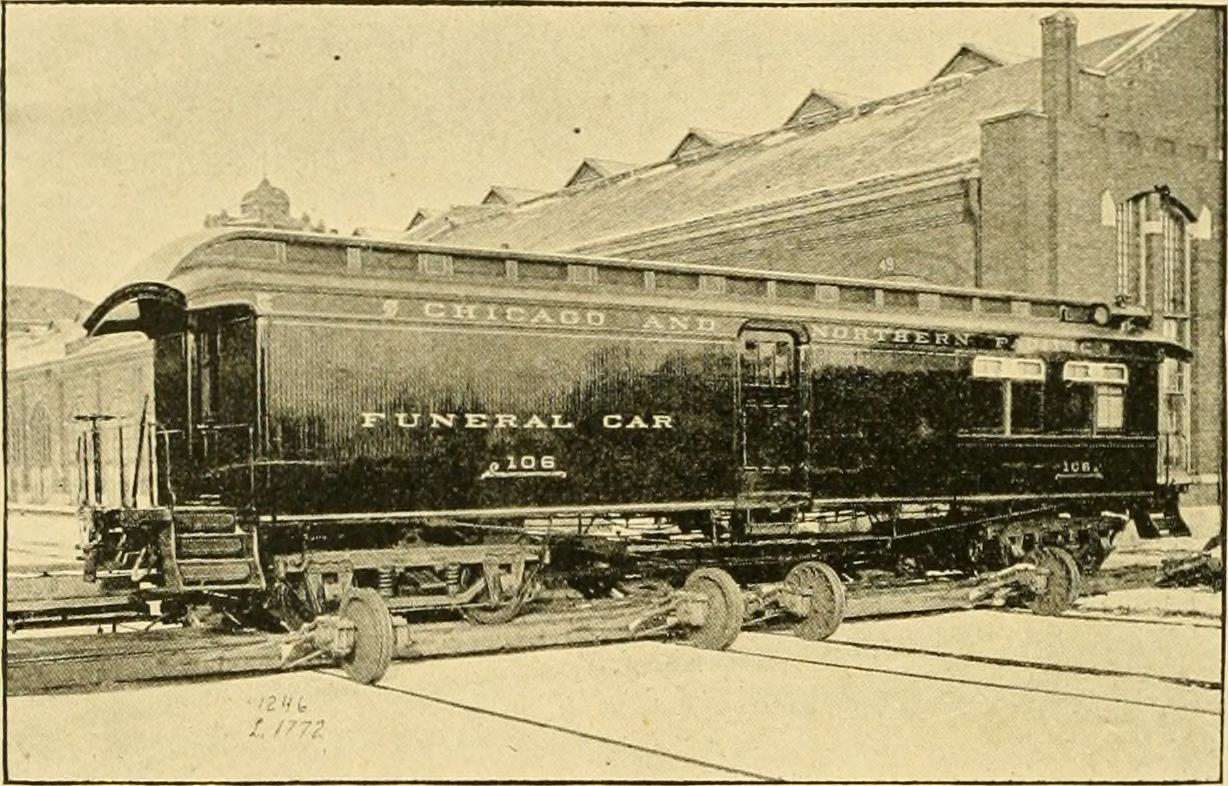
1891年，美国街头一辆丧葬列车

### 灵柩救护两用车

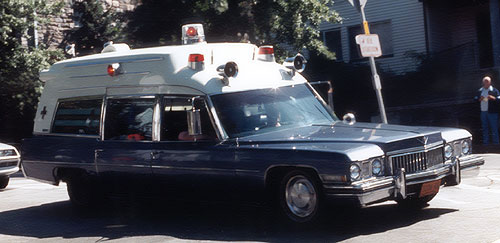
1970年代美国的 凯迪拉克 Miller Meteor两用车

灵柩救护两用车为灵柩车式样，并安装了警示灯、对讲机、急救包、车厢内折叠座椅等设备，并可以在灵柩车与救护车之间切换，主要存在于美国。流星汽车（Meteor Motor Car）1915年在美国推出了第一个价格低廉的“组合式”灵车和救护车。 这种两用车反应出一个时代，美国的殡葬行业除了主营业务外还提供紧急救护车服务，尤其是在较小的城镇和农村地区。
这些两用车通常基于凯迪拉克商用底盘，知名的车身制造厂商有 Superior、Miller-Meteor、Hess & Eisenhardt 和 Cotner-Bevington。其中 Meteor 汽车与 Miller 汽车陆续于1954年和1956年被 Wayne Works 收购后合并为 Miller-Meteor 并制造了 1959 凯迪拉克 Miller-Meteor。
随着汽车厂商逐渐缩小汽车底盘，以及紧急医疗服务的推行，提高了救护车车载设备和车内空间的要求。这类两用车逐渐被淘汰。

### 接体车

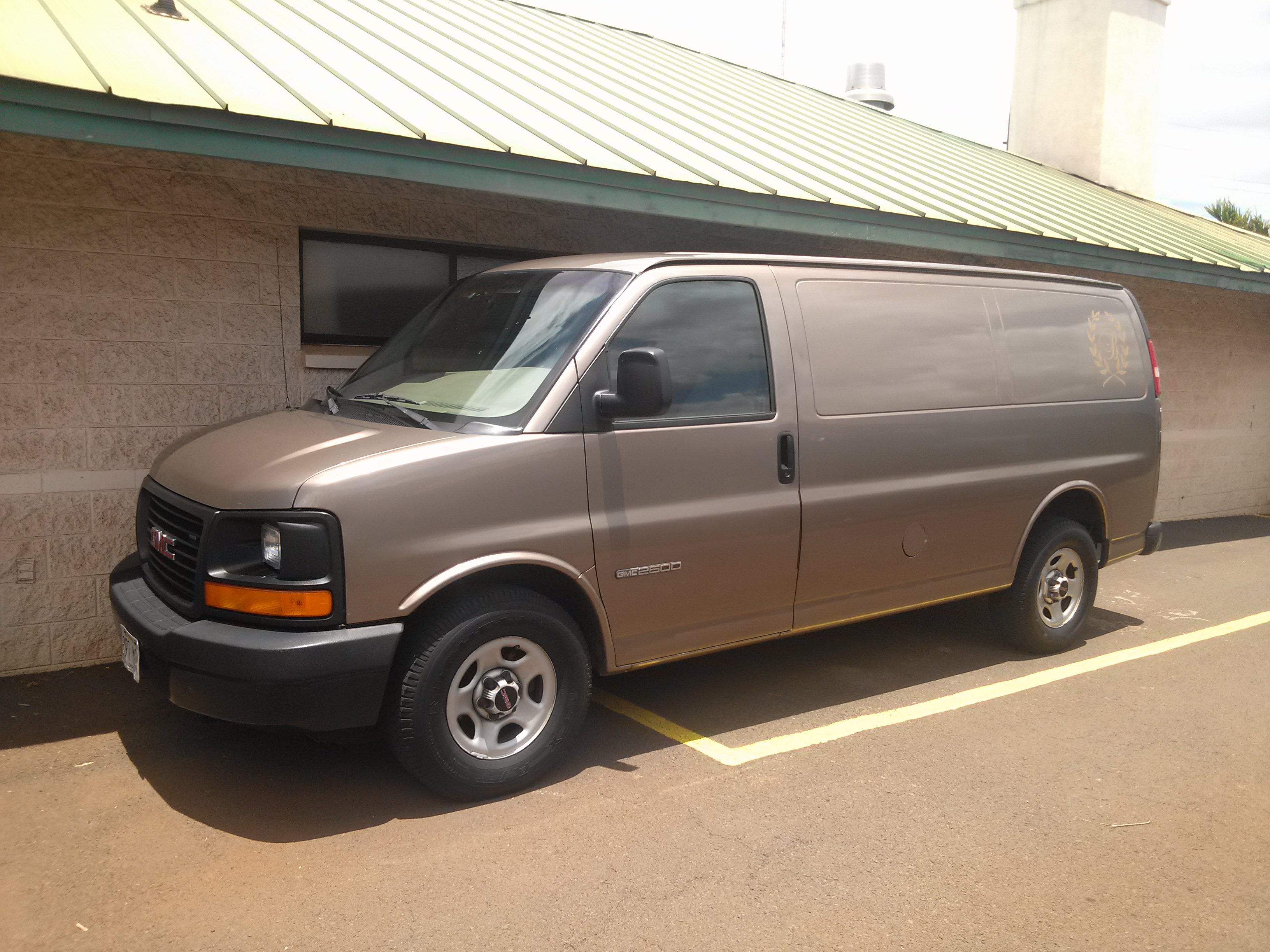
美国一家殡仪馆的接体车

接体车是一种运送遗体的车，将死者运往殡仪馆或太平间。用于这种服务的通常是小型货车或者大型SUV，也有直接使用灵柩车或救護車运送遗体的。

## 现代汽车改装灵车

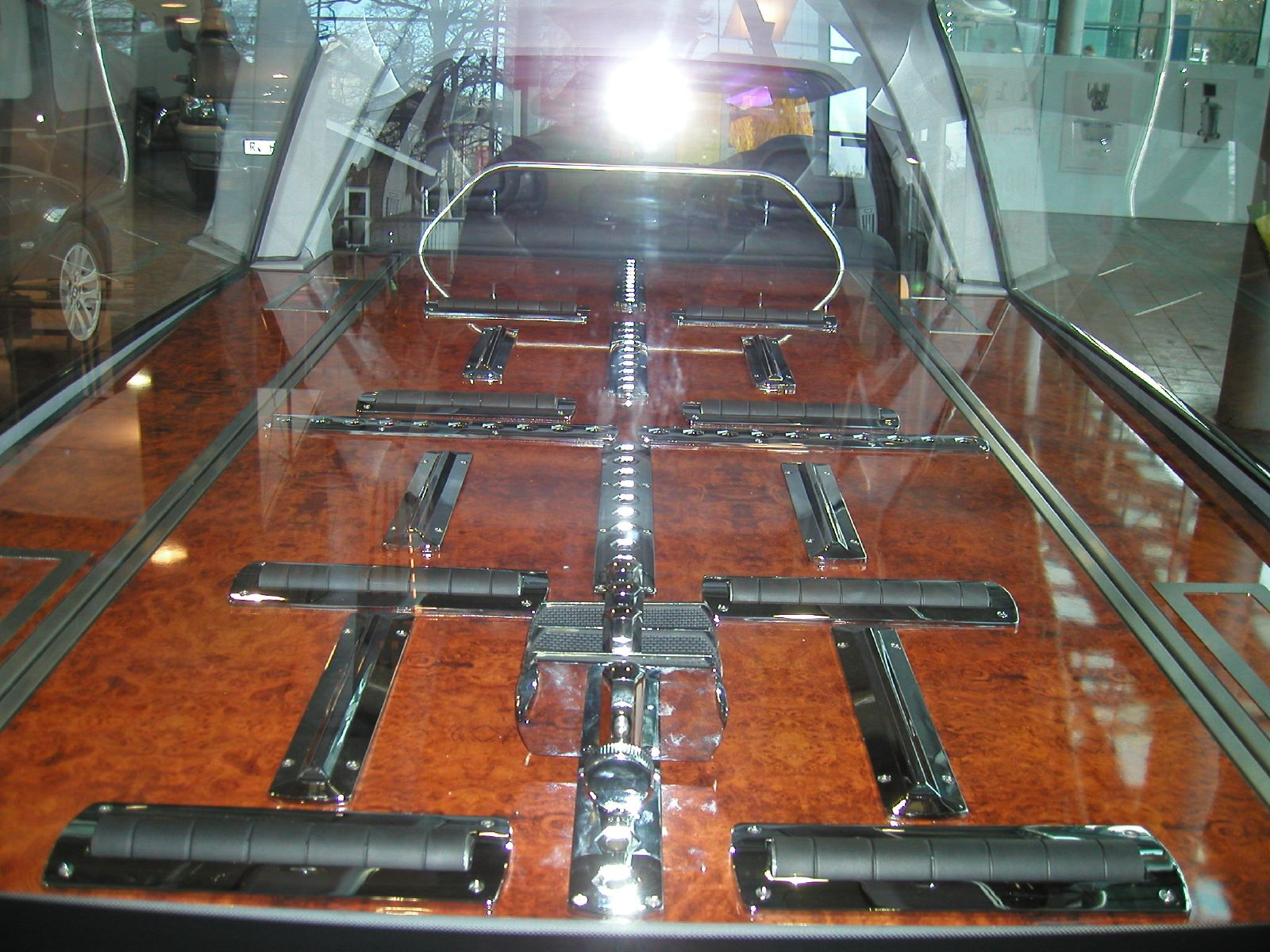
装有滑轮导轨的灵车车厢

现代灵车多由常见的家用轿车、面包车、皮卡、货车等改装而成。通常保留前车身以及前排后排的车门，有着较大的后车厢并装有滑轮与导轨用以装卸灵柩，驾驶室与后车厢通过隔板隔开。有两种样式比较常见，一种具有不透明的皮革或塑料后车厢，同时具有S形装饰，车内几乎不可见。另一种则是有巨大的玻璃窗户，可以看到里面的灵柩。
由于这种非量产的改装汽车有着高昂的花费，同时大部分时间处于闲置状态，小型殡葬公司通常会租用或共享灵车。
灵车拥有不少爱好者和收藏者，甚至还有一些灵车俱乐部。

### 北美

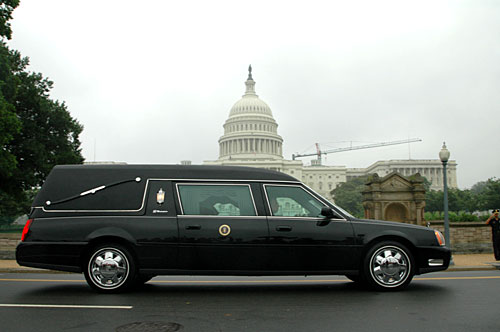
载有罗纳德·里根遗体的凯迪拉克灵车

### 欧洲

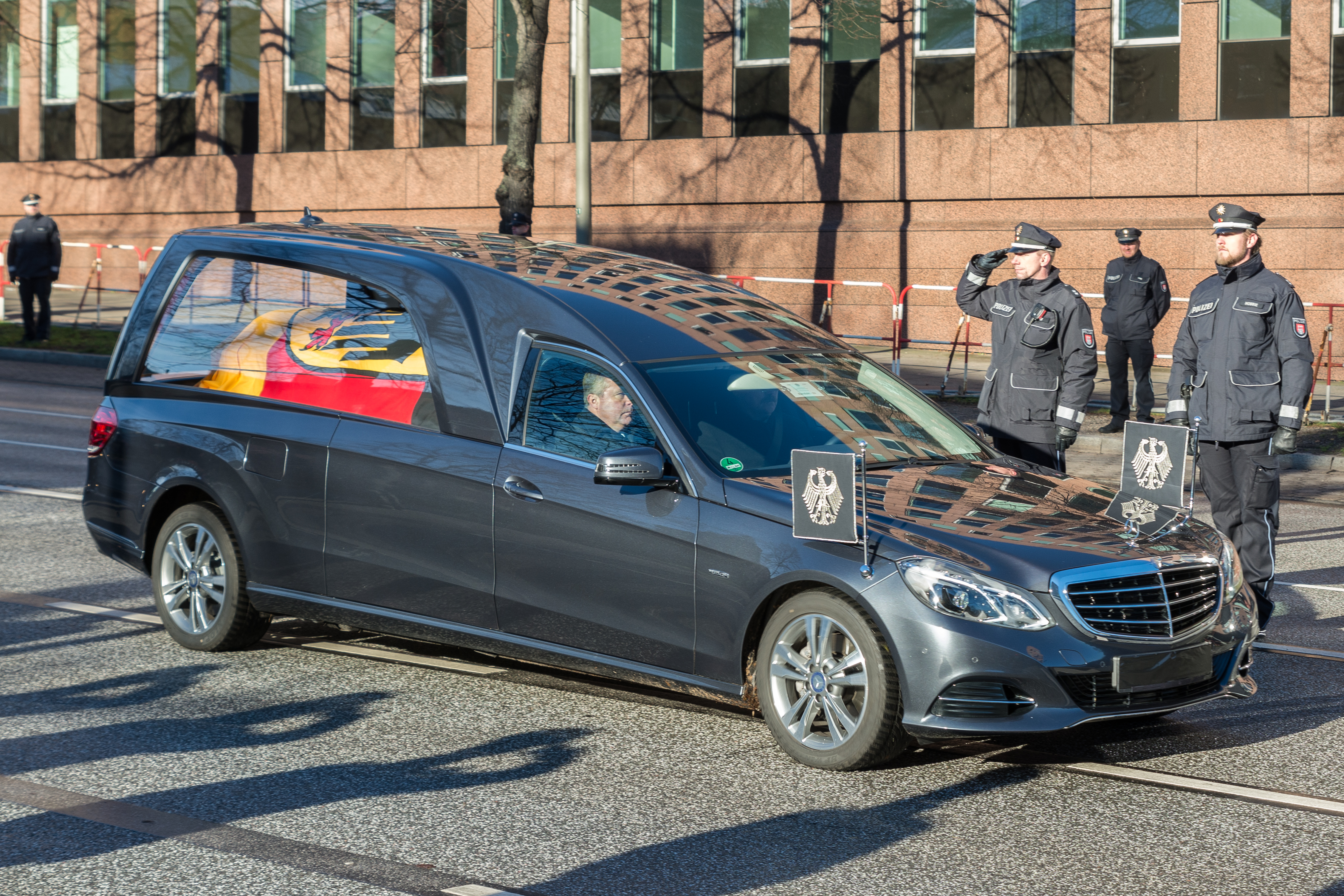
载有赫尔穆特·施密特遗体的梅赛德斯-宾士E级灵车，摄于德国汉堡市

欧洲的灵车尾部多为透明，车身制造厂通常将梅赛德斯·奔驰、捷豹、欧宝、福特、沃克斯豪尔汽车和沃尔沃的家用车改装为灵柩车，也有厂商将非常昂贵的车型例如劳斯莱斯改装成豪华灵车。

### 日本
在日本灵车被称为灵柩车（日语： reikyusha），通常有两种风格，分别是

两种不同风格的灵车
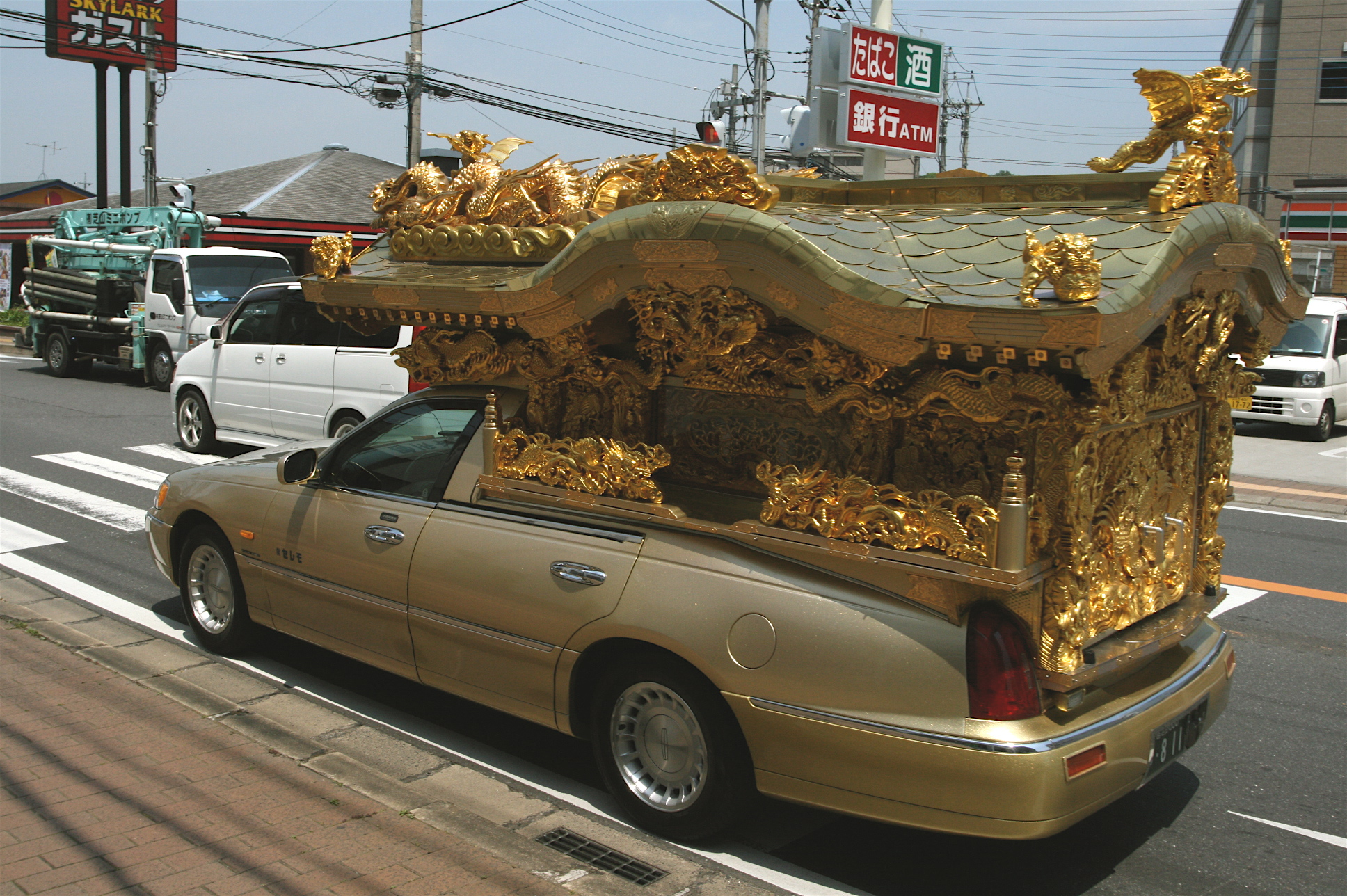
带有佛教元素的日式灵车
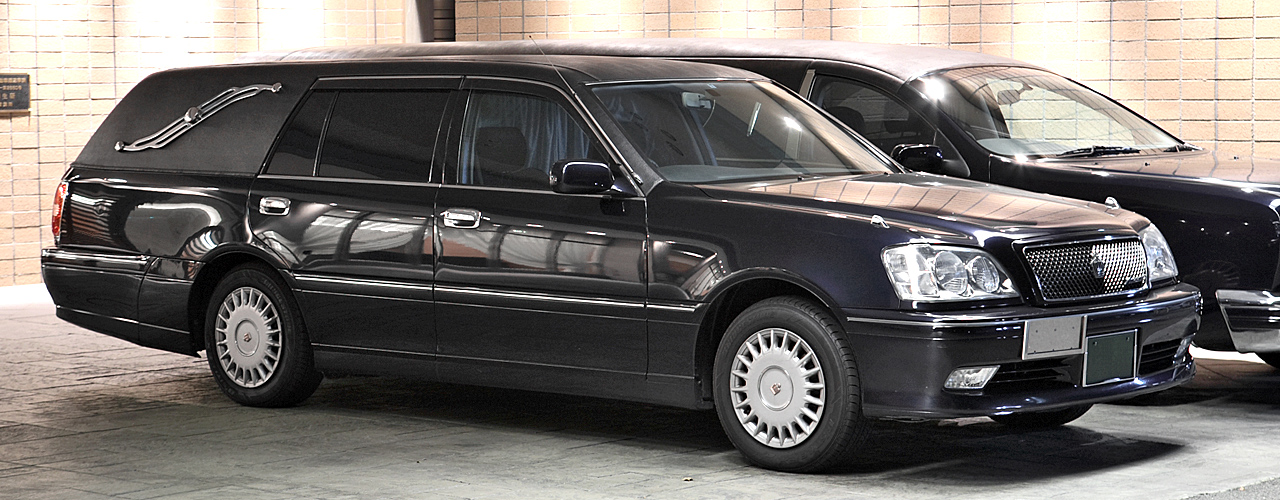
基于丰田皇冠的洋式灵车

### 中国大陆
中國早期用於載運黨和國家領導人遺體的靈車多由北京汽修四廠製造，該廠聞名於改裝汽車等相關技術。做法為以一輛商旅兼得的汽車進行改造設計，將靈車內部構造設計為前後二部，其中前部有一排座位、後部用於置放棺槨，1976年周恩來和毛澤東逝世時使用此種方案。改革開放後，國外汽車大廠開始在中國設廠，進口汽車成為主流。與此同時，以鄧小平為首的中共中央也決議推行新的作風，取消採用改裝轎車，以相對經濟實惠的麵包車作替代。目前北京八寶山為領導幹部服務的靈車即是以中巴麵包車為主，如日产碧莲W41。

### 台湾

#### 旧式灵车
旧式灵车为「鲜花式灵车」，曾任中華民國總統的蔣中正1975年逝世时即使用此种灵车，也称「總統型靈車」。它使用卡车改装而成，车外布满鲜花装饰，不过现在已较少见到。2015年台中花都艺术节的游行花车与2017年台北举办世界大学生运动会的游行花车都曾被批像灵车。

#### 新式灵车
新式灵车依來源可分为「拼装车」和「原装进口」，大部分新式靈車皆由一般車輛切割、拼装而成為拼装车，其實拼裝靈車並不符合中华民国交通法规，曾有业者预估高达8成灵车不合法。
而原装进口的灵车则是領有合法行車執照，其中大份的的原装灵车车身都会有「Ｓ形装饰」。

### 香港

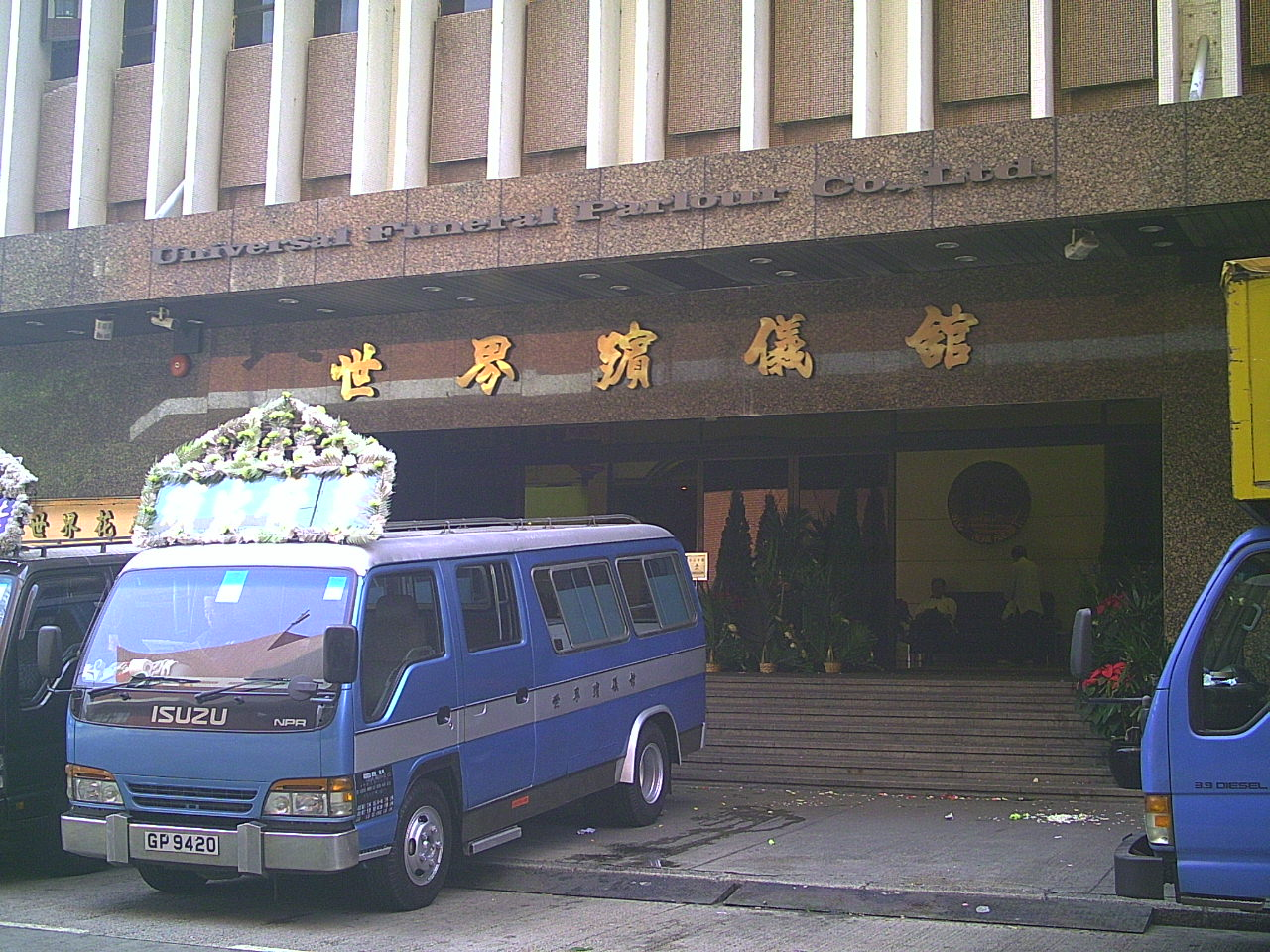
典型香港灵车

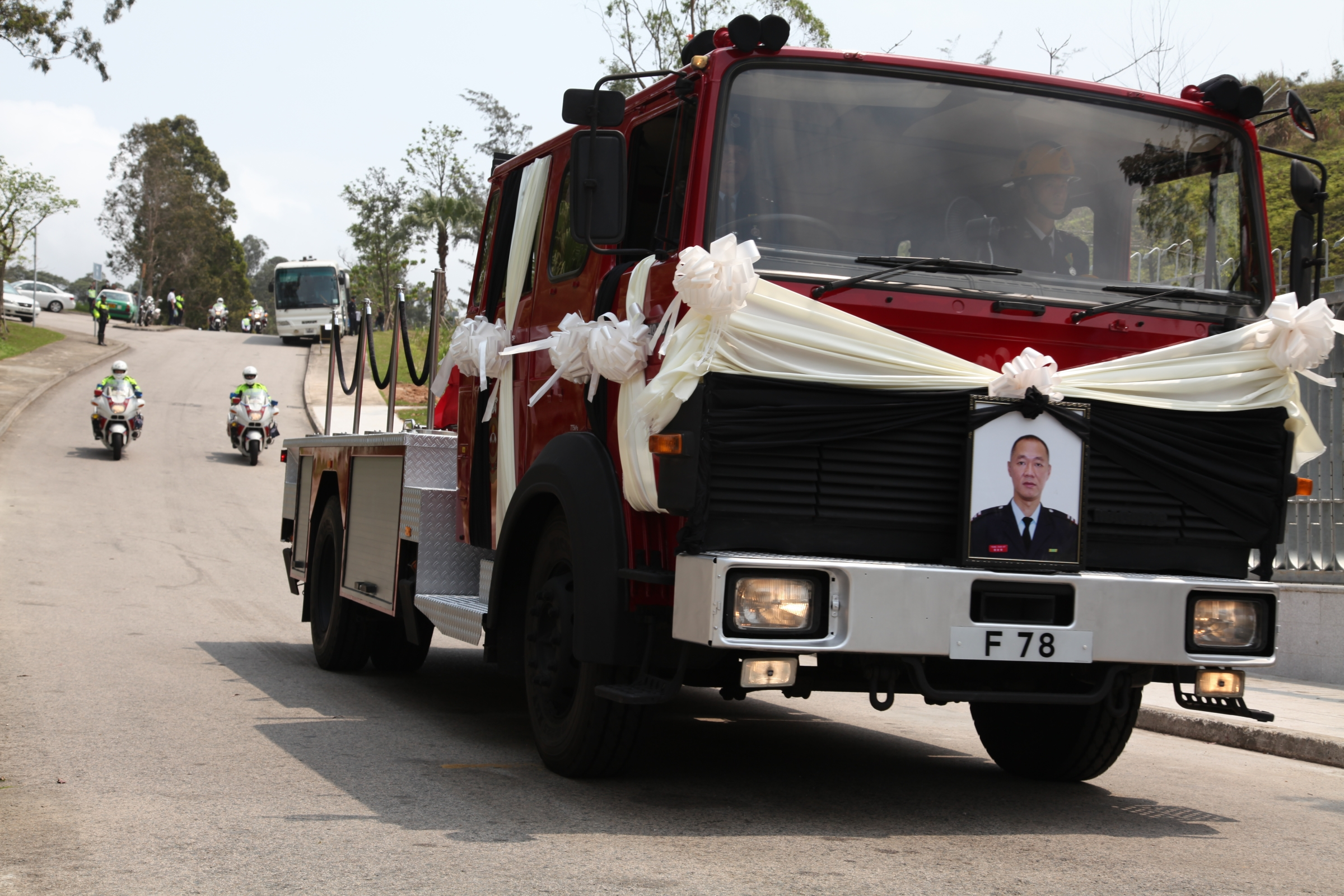

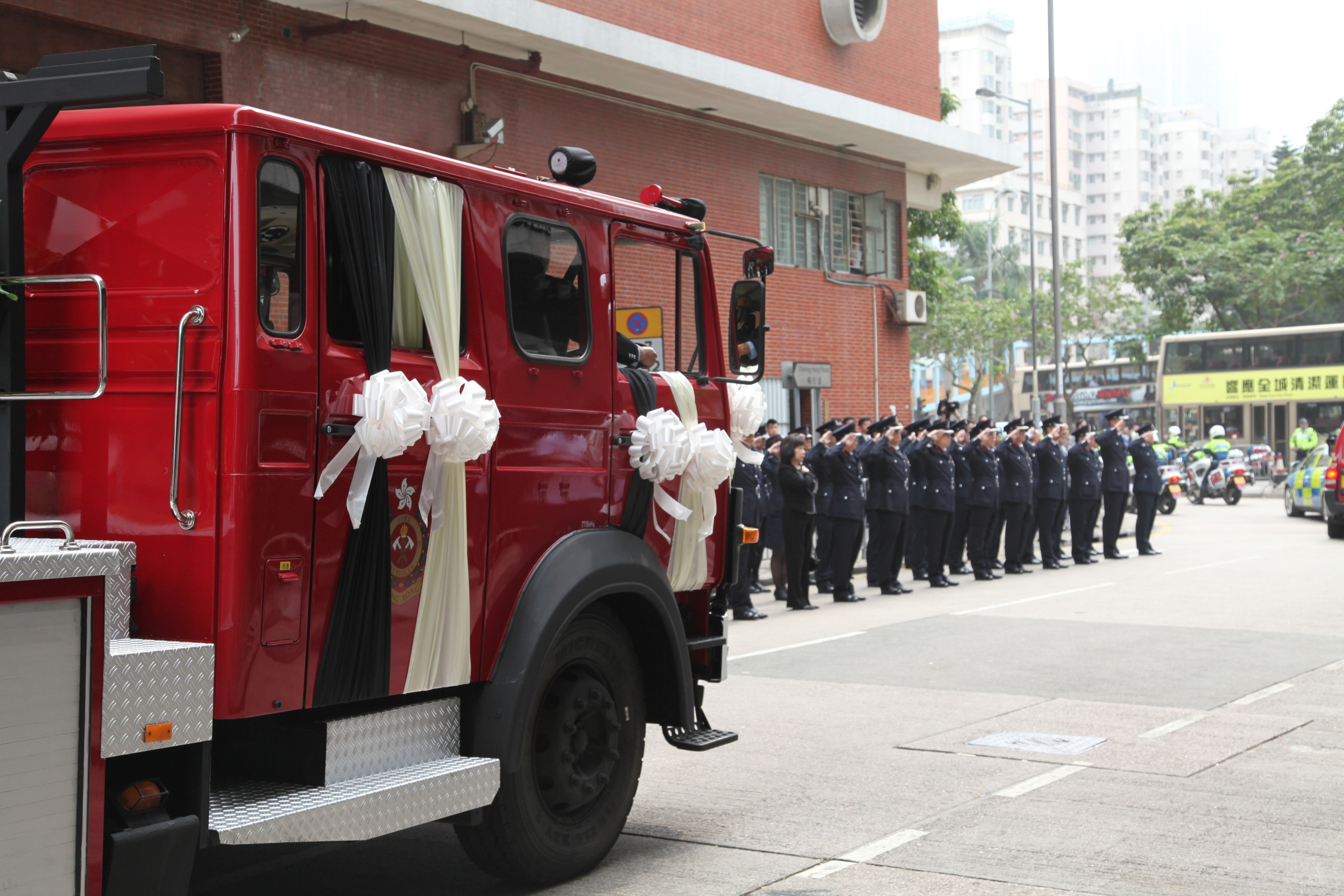
消防处欧霸灵车

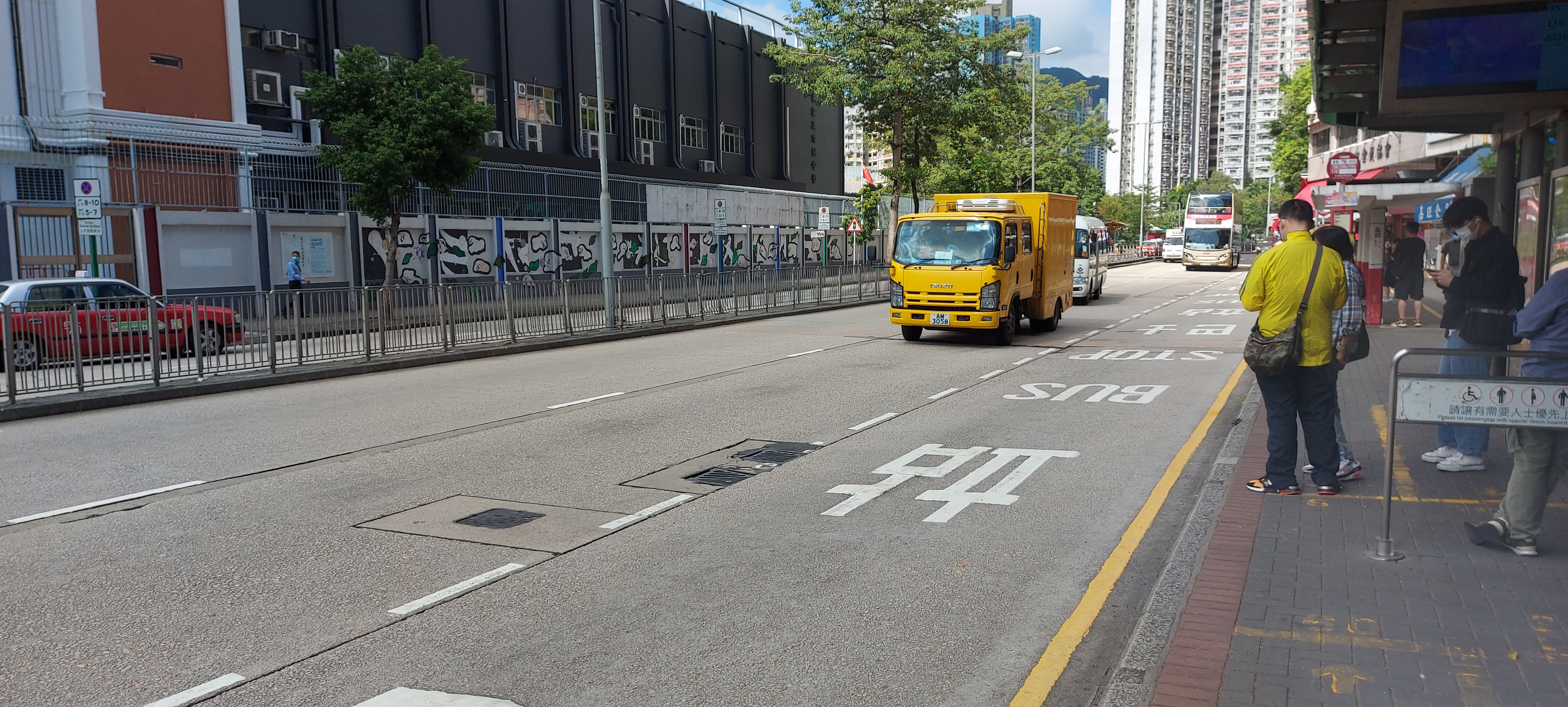
黑箱車（台灣社會稱為「接體車」），主要運送未送往醫院之前已經證實死亡的人的屍體。

香港大多数私营殡仪馆都使用铃木、三菱、大众、福特、平治、日野、五十鈴、快意、上汽大通、欧霸的轻型货车作为灵车。香港警务处和消防处也会把退役的冲锋车（警务处）和钢梯车（消防处）改装成灵车。另有一種類似用途的黑箱車，與靈車的分別是運送未送往醫院之前已經證實死亡的人的屍體。

### 新加坡
新加坡大多灵车基于商用面包车，例如丰田Hiace和日产Urvan。

### 朝鮮
朝鮮在領導人金日成和金正日逝世後皆是使用豪華汽車載送靈柩，並將靈柩放置於車頂運行，由群眾沿途頂禮跪送。

## 摩托灵车

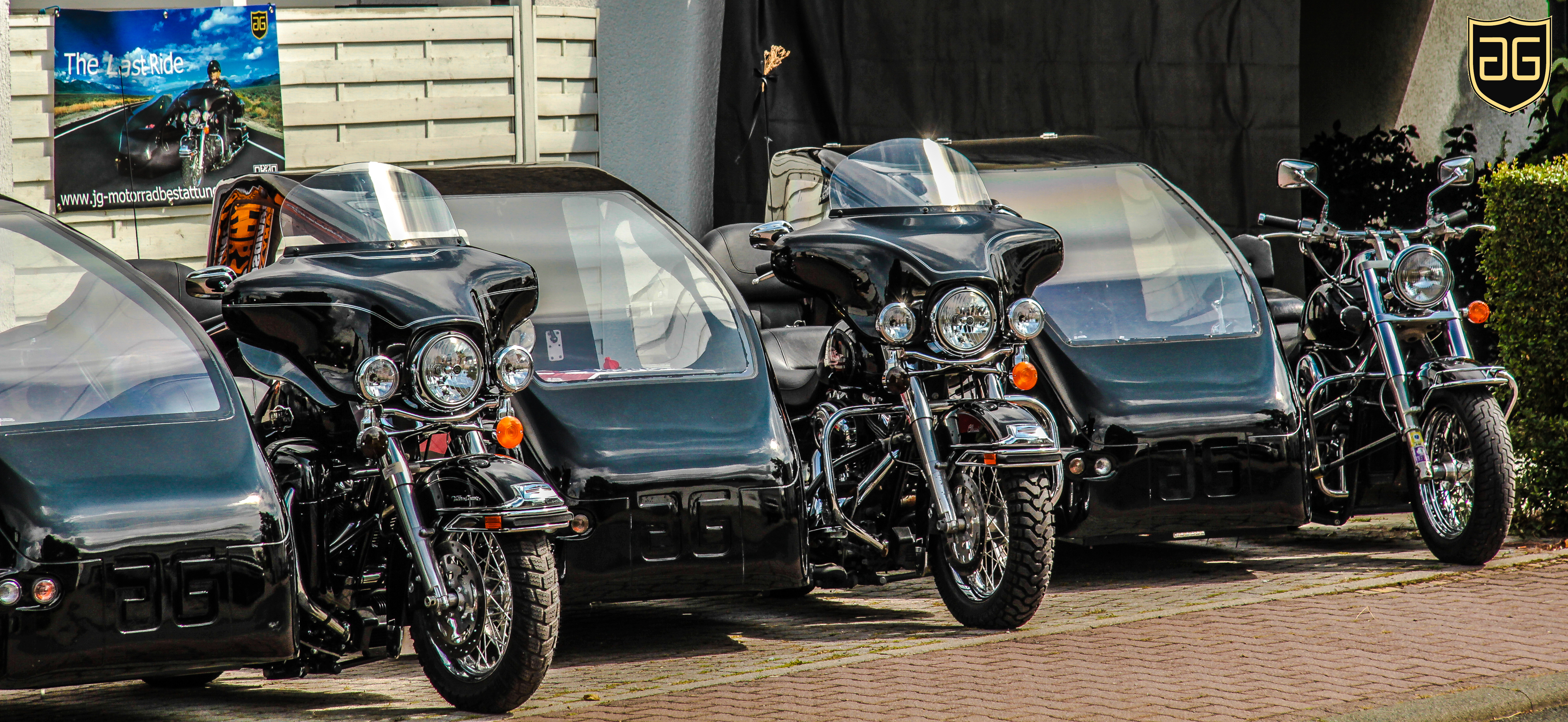
哈雷摩托改装成的灵车

摩托灵车在摩托车狂热爱好者葬礼中使用并逐渐流行。这类摩托灵车通常会改装一个能放灵柩或骨灰的边车或者是三轮车将灵柩放在骑手身后。

## 炮车
对国家有功军人的军葬或国家重要领导人的国葬中有时会使用炮车的一部分运载灵柩，土耳其國父凱末爾、美国第三十五任总统约翰·肯尼迪、英国首相温斯顿·丘吉尔和撒切尔夫人、法國總統夏爾·戴高樂、蘇聯和東方集團以及越南和古巴等社會主義國家領導人乃至新加坡总理李光耀均享此殊荣，炮架载遗体的传统可追溯到18世纪。

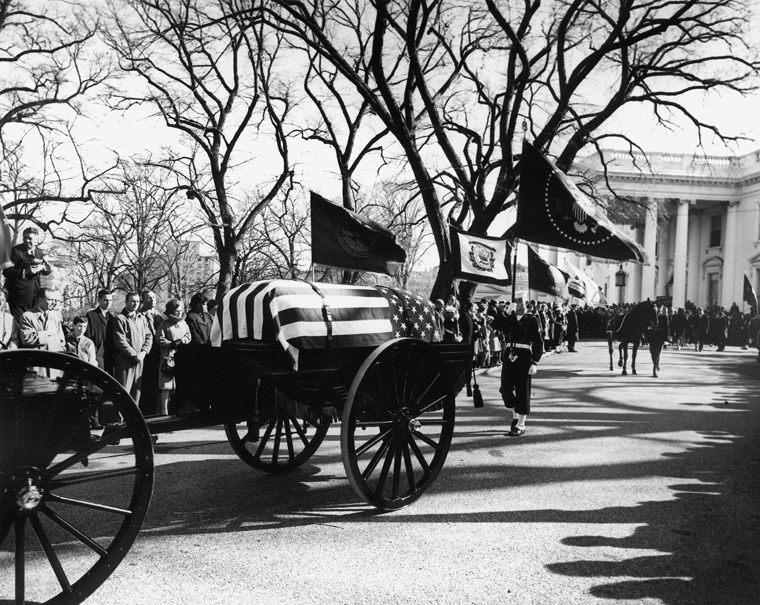
1963年，约翰·肯尼迪的葬礼队伍离开白宫

## 在流行文化中

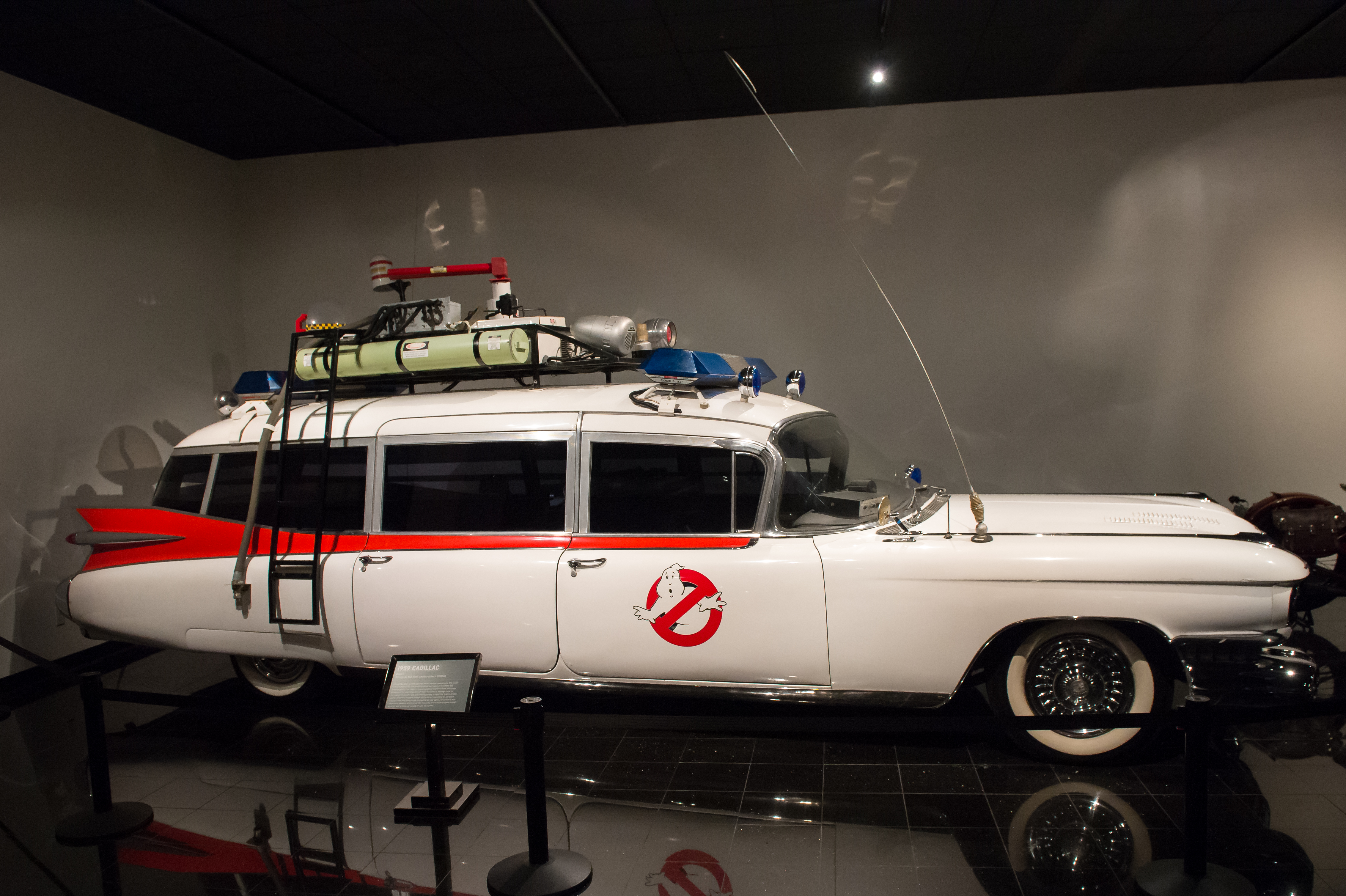
电影《捉鬼敢死队》中的 1959 凯迪拉克 Miller-Meteor改装车

1959年的凯迪拉克 Miller-Meteor由于其华丽的造型和电影中的外观，深受爱好者们的喜爱，尤其是电影《捉鬼敢死队》中的型号 Ectomobile 。 
1971年电影《哈洛与茂德》中，主角驾驶两辆灵柩车，最开始是1959年的凯迪拉克 Superior 3-way，然后是一辆由1971年Jaguar XK-E 4.2 Series II改装的灵柩车。电影中使用的凯迪拉克灵车现在被私人收藏在加利福尼亚州，与电影中的外形一致。而捷豹灵车则在电影的结尾坠下山崖损坏。此后电影的几位粉丝用捷豹E-types改装了类似的灵柩车。英国电视和广播节目主持人强纳森·罗斯的妻子 Jane Goldman拥有一辆相似风格的灵车，不过是由捷豹 XK8敞篷车改装。 
1979年的电影《战士帮》（The Warriors）中一名盗贼开着带有涂鸦的1955年的凯迪拉克灵柩车四处游荡。
音乐家尼尔·杨的第一辆车是灵柩车，他用来运送乐队的乐器。
三届 NASCAR Sprint 杯巡回赛冠军得主 Tony Stewart 曾为电视节目量身定制了一辆灵柩车。
美国摇滚歌手 Sam the Sham 使用1952年的 Packard 灵柩车运送设备。 
2014年的电影《阿呆与阿瓜2》中劳埃德·圣诞（金·凯瑞饰）和哈利·唐尼（杰夫·丹尼尔斯饰）租了一辆定制版的1972年凯迪拉克 Miller-Meteor。 
在HBO的电视剧《六英尺下》中殡仪馆的馆长纳桑尔·山谬·费雪（理查·詹金斯饰）驾驶灵柩车时死于车祸，他的女儿也拥有一辆灵柩车。 
在加拿大电视剧《迪格拉丝中学的下一代》（Degrassi: The Next Generation）中，主角是一位迷恋死亡的16岁男孩，驾驶一辆1960年代的复古灵柩车，并亲切的称之为 Morty。 
Syfy的真人秀节目《Monster Man》中，第一季中特效师 Cleve Hall驾驶一辆两侧装有车灯的1980年 Superior，现在换成了1963年的Miller Meteor起名叫 Lucy。 